# エイシスト
エイシスト (Atheist)は、1984年にフロリダ州で結成されたテクニカル・デスメタルバンド。結成当初は、オブリヴィオン (Oblivion)というバンド名だったが、1985年にR.A.V.A.G.E.にバンド名を変更。1987年に現在のバンド名のエイシスト (Atheist)に変更した。1994年に解散したが、12年後の2006年に再結成した。

## メンバー

### 現在のメンバー
- ケリー・シーファー (Kelly Shaefer) - ボーカル（1984年-1994年、2006年-）
当初はギタリストだったが、1985年よりボーカリストを兼任する。2006年の再結成後よりボーカリスト専任となった。
- クリス・マーティン (Chris Martin) - ギター（2012年 - ）
- ダニエル・マルティネス (Daniel Martinez) - ギター（2019年 - ）
メキシコ出身。
- ヨアフ・ルイス＝フェインゴールド (Yoav Ruiz-Feingold) - ベース（2019年 - ）
メキシコ出身。
- スティーヴ・フリン (Steve Flynn) - ドラムス (1984年-1991年、2006年-)

### 旧メンバー
- ランド・バーキー (Rand Burkey) - ギター（1988年-1992年、1993年-1994年）
- リー・ハリソン (Lee Harrison) - ギター（1990年）
- フランク・エミ (Frank Emmi) - ギター（1993年）
- ソニー・カーソン (Sonny Carson) - ギター（2006年-2009年）
- ジョナサン・トンプソン (Jonathan Thompson) - ギター（2009年-2011年）
2010年のみベースを兼任した。
- クリス・ベイカー (Chris Baker) - ギター（2006年-2012年）
- ジェイソン・ホロウェイ (Jason Holloway) - ギター（2011年-2019年）
- ロジャー・パターソン (Roger Patterson) - ベース（1985年-1991年）
1991年2月、交通事故により逝去。
- トニー・チョイ (Tony Choy) - ベース（1991年、1993年-1994年、2006年-2010年、2012年-2018年）
キューバ出身。ペスティレンス、シニックなどでも活動。
- ダレン・マクファーランド (Darren McFarland) - ベース（1992年-1993年）
- トラヴィス・モーガン (Travis Morgan) - ベース（2011年-2012年)
- ショーン・マルティネス (Sean Martinez) - ベース（2019年）
- マーセル・ディサントス (Marcell Dissantos) - ドラムス（1993年）
- ミッキー・ヘイズ (Mickey Hayes) - ドラムス（1993年）
- ジョシュ・グリーンバウム (Josh Greenbaum) - ドラムス（1993年）
- ジョーイ・ミュハ (Joey Muha) - ドラムス（2019年）

## ディスコグラフィ

### スタジオ・アルバム
- 『ピース・オブ・タイム』 - Piece of Time (1989年)
- 『アンクエスチョナブル・プレゼンス』 - Unquestionable Presence (1991年)
- 『エレメンツ』 - Elements (1993年)
- 『ジュピター』 - Jupiter (2010年)

### ライブ・アルバム
- 『アンクエスチョナブル・プレゼンス:ライヴ・アット・ヴァッケン』 - Unquestionable Presence: Live at Wacken (2009年)